# Synapturanus salseri
Espèce
Statut de conservation UICN

 LC  : Préoccupation mineure
Synapturanus salseri est une espèce d'amphibiens de la famille des Microhylidae.

## Répartition
Cette espèce se rencontre dans le nord-ouest du Brésil, en Colombie, au Venezuela et au Guyana.

## Étymologie
Cette espèce est nommée en l'honneur de Jay K. Salser Jr..

## Description
Synapturanus salseri mesure jusqu'à 28 mm. Sa coloration est brun-gris avec des taches noires. Ses membres sont crème à orangé.

## Publication originale
- Pyburn, 1975 : A New Species of Microhylid Frog of the Genus Synapturanus from Southeastern Colombia. Herpetologica, vol. 31, no 4, p. 439-443.